# Avinguda de Pearson
L'avinguda de Pearson és un vial al barri de Pedralbes de Barcelona que comença a l'avinguda d'Esplugues i finalitza en un atzucac al vessant de la serra de Collserola, per sota de la carretera de les Aigües.

## Història
Es va obrir en uns terrenys que pertanyien a la torre de Santa Caterina o «lo Lleó», dels frares dominics, i que amb la desamortització de Mendizábal del 1836 passaren a ser propietat de l'Estat, essent adquirits el 1842 per Francesc Buxó i Oliana. A principis del segle xx, els seus fills hi promogueren l'obertura d'un carrer, les alineacions del qual foren aprovades el 1904 per l'Ajuntament de Sarrià.
El 1915, el carrer fou dedicat a l'enginyer estatunidenc Frederick Stark Pearson, fundador de la companyia Barcelona Traction, Light and Power, més coneguda com «La Canadenca». L'11 d'octubre del 1918 es constituí la societat anònima Sant Pere Màrtir, que adquirí els terrenys als germans Buxó per a construir-hi una ciutat jardí.

## Troballes arqueològiques
El 1922 es van trobar fortuïtament ossos de mamut en una finca d'aquest carrer. La troballa és coneguda com el mamut de Sarrià, o a vegades, el mamut de l'Avinguda Pearson.
El 1950 es va trobar molt a prop la necròpoli alt-medieval de Finestrelles.